# Louis Henri de Pardaillan de Gondrin (1640-1691)
Pour les articles homonymes, voir Louis Henri de Pardaillan de Gondrin.
Louis Henri de Pardaillan de Gondrin, marquis de Montespan et d'Antin, seigneur d'Épernon, est un gentilhomme français né en 1640 et mort le 1er décembre 1691,. Marié à Madame de Montespan, il est aussi un « chevalier d'honneur » de Madame, duchesse d’Orléans.

## Biographie
Fils de Roger-Hector de Pardaillan de Gondrin, marquis d'Antin, et de Marie-Christine de Zamet dame d'Épernon, il épousa en février 1663 Françoise de Rochechouart de Mortemart, dont il eut deux enfants :
- Marie-Christine de Pardaillan de Gondrin (en) (1663-1675),
- Louis-Antoine de Pardaillan de Gondrin (1665-1736), marquis, puis duc d'Antin.

Cette alliance avec Mlle de Mortemart, issue de la maison de Rochechouart et réputée pour sa beauté, est une réussite pour le marquis, toujours à court d'argent, en permanence au bord de la saisie judiciaire. La rencontre de Louis Henri de Pardaillan de Gondrin avec Mlle de Tonnay-Charente (titre de Mlle de Mortemart) s'effectue à la suite d'un duel où le frère du marquis (Henry, marquis d'Antin) est tué et le futur mari de Françoise-Athénaïs (Louis-Alexandre de La Trémouille) s'enfuit en exil au Portugal.
S'ensuit alors une vie très pauvre mais passionnée entre les deux jeunes époux. Le marquis décide alors de partir à la guerre, afin de faire fortune et offrir un mode de vie à son épouse qu'il considère mérité et nécessaire, compte tenu de l'amour qu'il lui porte. Dans le même temps, il peut obtenir quelques crédits financiers de la part d'un roi qui lui est finalement reconnaissant, malgré plusieurs échecs où il se trouve de plus en plus endetté :
- 1663 : à Marsal, où les insurgés se rendent avant même le début des combats ;
- 1664 : durant la retraite de l'expédition de Djidjelli (abandon d'un petit fort Kabyle à Gigeri), Montespan sauve la vie de Saint-Germain, unique témoin de son héroïsme mais qui meurt d'une charge en pleine tête peu après l'avoir remercié et lui avoir promis une récompense. Cet épisode est relaté dans le sixième chapitre du roman de Jean Teulé intitulé Le Montespan et paru en 2008.

C'est après cette période que naît Marie-Christine, et qu'Athénaïs (nouveau nom que la Montespan s'est choisi) entre au sein de la société frivole du Marais, et que la Duchesse de Montausier lui propose de devenir dame d'honneur à Versailles. S'ensuit une proposition du roi de diriger une compagnie de cavalerie entretenue par lui-même, près de la frontière espagnole. Athénaïs demande alors à s'installer en Guyenne, annonçant que le roi est amoureux d'elle.
Débute alors une guerre aux frontières pyrénéennes où Montespan, parti combattre, se retrouve blessé et revient au bout de onze mois. Il aperçoit alors sa femme enceinte du roi. Montespan déclenche un tapage épouvantable dans tout Paris, tandis que sa belle-famille est récompensée et que la ville entière demeure stupéfaite devant l'ingratitude de celui qui devrait se trouver flatté par tant d'honneurs. Amphitryon, que Molière écrit et fait jouer alors, relate de manière symbolique les circonstances du cocufiage du mari et de sa réaction. Le marquis humilié décide alors d'une stratégie : il décide d'attraper la vérole auprès des prostituées les plus délaissées de Paris afin de contaminer sa femme, dans le but qu'elle transmette elle-même la maladie au roi. Cette guerre comme les autres s'avère être un échec, et le stratagème du Marquis est démasqué, si bien que le « cocu magnifique » doit se retirer dans ses terres de Gascogne.

« Au temps du Roi-Soleil, avoir sa femme dans le lit du monarque était pour les nobles une source de privilèges inépuisable. Le jour où Louis XIV jeta son dévolu sur Mme de Montespan, chacun, à Versailles, félicita le mari de sa bonne fortune. C’était mal connaître Louis Henri de Pardaillan, marquis de Montespan… Gascon fiévreux et passionnément amoureux de son épouse, Louis Henri prit très mal la chose. Dès qu’il eut connaissance de son infortune, il orna son carrosse de cornes gigantesques et entreprit de mener une guerre impitoyable contre l’homme qui profanait une union si parfaite. Refusant les honneurs et les prébendes, indifférent aux menaces répétées, aux procès en tous genres, emprisonnements, ruine ou tentatives d’assassinat, il poursuivit de sa haine l’homme le plus puissant de la planète pour tenter de récupérer sa femme… »

Mais ses agissements ont énervé le monarque et le capitaine des gardes du roi le prévient qu'il doit quitter la capitale. Le 20 septembre 1668, Montespan décide de retourner à la cour de Saint-Germain-en-Laye dans une berline peinte en noir coiffée de gigantesque ramures de cerfs (comme les cornes, les andouillers étaient le symbole de la tromperie) remplaçant les quatre plumets, ainsi que des cornes dessinées sur les portières. Il va jusqu'à traiter publiquement le roi de « canaille », ce qui lui vaut d'être emprisonné quelques jours à For-l'Évêque, puis exilé en Guyenne par Sa Majesté. Il organise ensuite le simulacre des funérailles de son amour, une tombe avec une simple croix en bois ornée des dates 1663-1667.
Il est ensuite accusé d'avoir enlevé une jeune fille, risquant l'emprisonnement à vie au donjon de Pignerol. Il s'enfuit avec son fils pendant une année, à un moment où l'Espagne est en guerre avec la France, puis retourne en Guyenne. Le roi lui propose alors de devenir duc afin que sa femme soit duchesse, offre qu'il refuse. 
Montespan décide d'écrire son testament où il prétend révoquer Sa Majesté, testament qui déclenche l'hilarité dans Paris. Il apprend alors qu'il est gravement malade, et reçoit une lettre de l'abbaye où Françoise s'est réfugiée après avoir été chassée de Versailles, lui demandant de la reprendre ; il refuse par peur qu'elle ne le voie dépérir.
Il meurt finalement le 1er décembre 1691, à l'âge de 51 ans, après avoir choisi son épouse comme exécutrice testamentaire. Son fils, après l'enterrement de sa mère dans la fosse commune seize ans plus tard, fait casser les cornes en pierre de son portail et voit son marquisat d'Antin être érigé en duché en récompense du roi.

## Le Marquis de Montespan dans la culture populaire

### Romans
- Jean Teulé, Le Montespan, Paris, Julliard, 2008, Grand prix du roman historique.

### Roman graphique
- Le Montespan, adaptation du roman de Jean Teulé par Philippe Bertrand (dessin), 112 pages, éditions Delcourt, 2010

### Théâtre
- Le Montespan, adaptation du roman de Jean Teulé par Salomé Villiers, mise en scène de Etienne Launay assisté de Laura Favier, 2022